# Lola Chlud
Lola Chlud (* 13. Juli 1905 in Olbersdorf, Österreichisch-Schlesien; † 6. Februar 2000 in Darmstadt, Deutschland) war eine deutsche Schauspielerin.

## Leben
Die Tochter des Rechtsanwalts und Notars Johann Radowan Chlud wuchs in Benisch auf, besuchte das humanistische Gymnasium in Linz und sammelte dort erste Theatererfahrungen. Im Jahre 1925 heiratete sie den Journalisten Arthur Kornhuber. Chluds erstes Festengagement führte sie in der Spielzeit 1927/28 nach Teplitz-Schönau. Es folgten Engagements am Deutschen Theater in Prag und am Lobetheater in Breslau, ehe sie 1930 erstmals Berlin erreichte. Dort war Lola Chlud eine Spielzeit lang am Deutschen Künstlertheater aktiv. 1931 ging sie nach Wien, um bis 1933 am dortigen Volkstheater zu wirken. In diesem Jahr wechselte Lola Chlud an das Neue Schauspielhaus (Königsberg). Im Jahr darauf gastierte sie im Theater an der Wien. Hierauf trat Lola Chlud drei Spielzeiten lang an den Münchner Kammerspielen unter Otto Falckenberg auf, unterbrach aber ihre Bühnenlaufbahn, als sie nach Scheidung ihrer ersten Ehe am 13. November 1936 den Dipl.-Ing. Friedrich August Heumann aus Königsberg heiratete. 
Während ihres Aufenthaltes in Berlin gab Lola Chlud ihr Leinwanddebüt (April 1931). In dem in den USA spielenden Gangsterfilm Panik in Chicago spielte sie eine zur Mörderin werdende Tänzerin. In nur fünf Jahren sah man Chlud in einer Reihe von recht unterschiedlichen Rollen: mal als Mutter (in Die Entführung) oder als Wirtin (in Hans im Glück), mehrfach hochherrschaftlich (Kaiserin Maria Theresia in Der junge Baron Neuhaus, eine Fürstin in Die Heilige und ihr Narr und eine Gräfin in ihrem vorerst letzten Kinofilm, dem Weltkriegsdrama Standschütze Bruggler). Die Geburt ihres ersten Sohnes (1937) läutete eine Karriereunterbrechung ein, ein zweiter Sohn folgte 1942.
In späteren Jahren hatte Lola Chlud Schwierigkeiten, neben ihrer Mutterrolle ihre künstlerische Arbeit fortzusetzen. Im Februar 1938 gastierte sie am Bremer Schauspielhaus. Während des Zweiten Weltkriegs trat sie an den Theatern in Metz und Königsberg auf. Nach dem Krieg war sie in zahlreichen Charakterrollen auf den Bühnen von Gera, Dresden, Leipzig, Lübeck und zuletzt, von 1965 bis 1986, am Staatstheater Hannover zu sehen. Vor die Kamera (für Kino- oder Fernsehfilme) trat die Künstlerin zu dieser Zeit nur noch selten.
Im Jahre 2000 starb Lola Chlud hochbetagt in Darmstadt.

## Filmografie
- 1931: Panik in Chicago
- 1934: Der junge Baron Neuhaus
- 1935: Die Heilige und ihr Narr
- 1935: Hans im Glück
- 1936: Die Entführung
- 1936: Die Drei um Christine
- 1936: Standschütze Bruggler
- 1952: Frauenschicksale
- 1965: Der Fall Harry Domela (Fernsehfilm)
- 1968: Der Fall Wera Sassulitsch (Fernsehfilm)
- 1969: Die Dame vom Maxim (Fernsehfilm)
- 1982: Heimkehr nach Deutschland (Fernsehfilm)
- 1990: Den schönen guten Waren (Fernsehfilm)